# Salvador Lopez
Salvador Ponce "SP" Lopez (Currimao, 27 mei 1911 – Manilla, 18 oktober 1993) was een Filipijns schrijver, diplomaat, minister van Buitenlandse Zaken en universiteitsbestuurder. 

## Biografie
Salvador Lopez werd geboren op 27 mei 1911 in Currimao in de Filipijnse provincie Ilocos Norte. Zijn ouders waren Bernabe Ponce Lopez en Segunda Singang. Lopez studeerde aan de University of the Philippines en behaalde daar in 1932 zijn Bachelor of Arts-diploma Engels en in 1933 zijn Master of Arts-diploma in de Filosofie. Al tijdens zijn studie was Lopez bezig met schrijven. Hij was lid van de U.P. Writers' club was redacteur van de Literary Apprentice. Daarnaast was hij toneelcriticus en uiteindelijk ook redacteur voor de U.P. Collegian. Ook schreef hij tijdens zijn studietijd al artikelen voor de Free Press en de Tribune. 
Na zijn afstuderen gaf Lopez van 1933 tot 1936 les in literatuur en journalistiek aan de University of Manila. Ook schreef hij tot de uitbraak van Tweede Wereldoorlog in de Filipijnen in 1941 dagelijks een column voor de Philippine Herald en was hij redacteur van het magazine van deze krant. In 1940 bracht hij een bundel essays uit onder de naam Literature and Society. Hiermee won hij de Commonwealth Literature Contest in de categorie essays. Zijn analyse van het leiderschap van Manuel Quezon en Sergio Osmena en van de gedichten van Jose Garcia Villa worden wel genoemd als de beste politieke en literaire essays in de Filipijnen van voor de Tweede Wereldoorlog.   
Aan het begin van de Tweede Wereldoorlog was Lopez gestationeerd op het hoofdkwartier van generaal Douglas MacArthur op Corregidor. Na de verovering van dat eiland door de Japanners werd hij gevangengenomen en was hij tot 1943 krijgsgevangene. Tijdens het restant van de bezetting van de Filipijnen door de Japanners was hij een actief lid van de Marking Guerrillas, een van de verzetsgroeperingen in die periode.
Op 6 februari 1955 werd Lopez door president Ramon Magsaysay benoemd tot buitengewoon gezant en gevolmachtigd minister in Frankrijk, met de persoonlijke rang van ambassadeur. In de jaren erna was hij bovendien gelijktijdig gevolmachtigd minister in België en Nederland (vanaf 1956), Zwitserland (vanaf 1957) en Portugal (vanaf 1959). Tevens was Lopez vanaf 1958 permanent Filipijns afgevaardigde bij UNESCO.
In 1962 werd Lopez door president Diosdado Macapagal benoemd tot onderminister van Buitenlandse Zaken. Een jaar later volgde een benoeming tot minister op dat departement. In 1964 werd Lopez ontslagen als minister van Buitenlandse Zaken nadat hij bezwaar maakte tegen het importeren van sardientjes uit Zuid-Afrika, vanwege de daar gevoerde apartheidspolitiek. Na afloop van zijn periode als minister in 1964 was Lopez ambassadeur bij de Verenigde Naties en eind jaren 60 was hij bovendien enige tijd voorzitter van de Mensenrechtencommissie van de Verenigde Naties. 
In 1969 werd Lopez aangesteld als president van de University of the Philippines als opvolger van Carlos Romulo. In zijn periode als president, die duurde tot 1975, kreeg hij te maken met studentenprotesten tegen het autoritaire bewind van president Ferdinand Marcos. Lopez zelf riep studenten en medewerkers ook op om te gaan protesteren en de autonomie van de universiteit te verdedigen tegen de plannen van Marcos om de campus te gaan gebruiken als militair kamp.  
Lopez overleed in 1993 op 82-jarige leeftijd aan de gevolgen van een hartaanval. Hij trouwde in 1936 met Maria Luna en kreeg met haar twee dochters.